# Canandaigua
Canandaigua è una città degli Stati Uniti d'America situata nello Stato di New York e in particolare nella contea di Ontario, della quale è il capoluogo.